# 리에주
리에주(프랑스어: Liège, 왈롱어: Lidje 리치, 네덜란드어: Luik 라위크[*], 독일어: Lüttich 뤼티흐[*])는 벨기에 동부 왈롱 지방에 위치한 도시로 리에주주의 주도이며 면적은 69.39km2, 인구는 197,355명(2018년 1월 1일 기준), 인구 밀도는 2,800명/km2이다.

## 역사

### 중세 초기
고대 로마 시대부터 마을이 형성된 것으로 추정되며 558년에 작성된 문헌에서 '비쿠스 레우디쿠스'(Vicus Leudicus)라는 이름으로 등장했다. 705년경에는 마스트리히트의 주교였던 성 람베르트가 이 곳에서 이교도들을 기독교로 개종하는 사업을 완수했지만 얼마 지나지 않아서 살해당했고 리에주에서 기독교 순교자로 여겨지게 된다. 성 람베르트의 뒤를 이어 리에주 주교로 임명된 성 후베르트는 이 곳에서 성 람베르트의 성유물을 보관하는 바실리카를 건립했고 이 곳 근처에 리에주 주교 관저를 설립하게 된다. 721년에는 마스트리흐트 로마 가톨릭교회 관구가 이 곳으로 이전했다.
리에주는 985년부터 1794년까지 리에주 주교후국의 수도가 되었다. 리에주 주교후국의 초대 주교후였던 노트게르(Notger)는 도시를 지적이고 종교적인 중심 도시로 개조했는데 이는 리에주가 중세 시대에 문화적인 중요성을 유지하는 계기가 된다. 교황 클레멘스 6세는 리에주에서 여러 명의 음악가를 모집하여 아비뇽 주재 교황청에서 공연을 가지는 한편 다성음악에 관한 종교계의 관습을 인정했다. 리에주는 많은 교회당으로 유명했는데 가장 오래된 성 마르틴 교회는 682년에 건립되었다. 리에주는 명목상으로는 신성 로마 제국의 일부였지만 실제로는 상당한 독립성을 갖고 있었다.

### 중세 후반 ~ 17세기

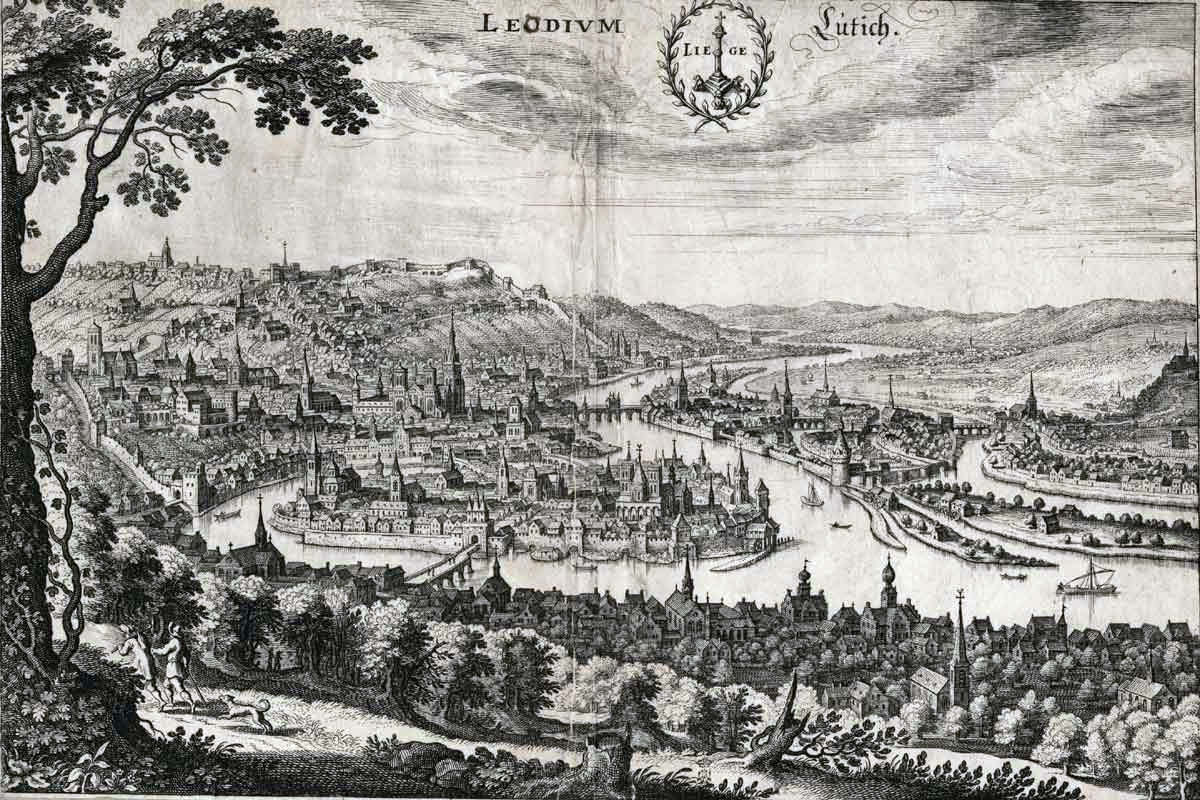
1650년의 리에주

리에주는 중세 후반부터 몇 세기에 걸쳐 군주의 전략적 지위 상승을 위한 군사적 목표로 여겨졌고 반란이 자주 발생하기도 했다. 따라서 비교적 일찍부터 도시의 서쪽을 바라 볼 수 있는 가파른 언덕 위에 성이 건립되었다.
1345년에는 리에주 시민들이 앙젤베르 3세 드 라 마르크(Engelbert III de la Marck) 주교후를 상대로 무장 반란을 일으켰고 도시 인근에서 앙젤베르 3세가 지휘하던 군대를 격파했다. 이를 계기로 리에주에서는 32개의 길드가 시 정부의 유일한 정치적 지배권을 공유하는 독특한 정치 체제가 형성되었다. 각 길드에 소속된 주민들마다 참여할 자격이 주어졌고 각 길드마다 평등한 권리가 부여되었을 정도로 지금까지 저개발 국가들이 알고 있던 민주적인 정치 체제가 확립되었다. 이 제도는 위트레흐트로 확산되었고 리에주에는 중세 시대에도 살아남은 민주주의 정신을 남겼다.
1465년과 1467년에는 부르고뉴 공국의 지배에 반대하는 무장 봉기가 일어났다. 1468년에는 프랑스의 루이 11세 국왕, 샤를 1세 드 부르고뉴 공작이 리에주를 기습 공격하면서 크게 파괴되었다. 1477년 이후부터는 합스부르크가의 지배를 받았지만 리에주 주교후가 실질적인 지배자 역할을 맡았다. 리에주 교구가 반종교 개혁을 계기로 분할되면서 리에주 주교후국은 종교 국가로서의 역할을 상실했다. 17세기부터는 쾰른과 신성 로마 제국의 북쪽에 있던 주교후국을 지배하고 있던 비텔스바흐가의 지배를 받았다.

### 18세기 ~ 현대
스페인 왕위 계승 전쟁이 진행 중이던 1704년에는 제1대 말버러 공작 존 처칠이 이끄는 잉글랜드 군대가 바이에른 주교후-프랑스 연합군의 지배를 받고 있던 리에주를 점령했다. 18세기 중반에는 프랑스 백과전서파의 사상이 리에주로 확산되었고 1789년 8월 18일에는 리에주 공화국을 수립한 리에주 혁명이 일어나게 된다. 이 혁명은 1791년 합스부르크가에 의해 진압되고 만다.
프랑스 혁명 전쟁이 진행 중이던 1794년에는 프랑스 군대가 리에주를 점령하고 종교적인 체제를 강요하는 한편 성 랑베르 대성당을 파괴했다. 1801년에는 나폴레옹 보나파르트와 교황 비오 7세 사이에 체결된 협약에 따라 리에주 주교후가 폐지되었다. 1815년에 개최된 빈 회의에 따라 네덜란드 연합왕국은 프랑스의 지배를 받고 있던 리에주를 차지하게 된다. 네덜란드의 지배는 1830년에 일어난 벨기에 혁명 이전까지 지속되었다. 독립적이고 중립적인 가톨릭 국가였던 벨기에의 지배를 받게 된 리에주는 주요 공업 도시로 성장하면서 유럽에서 처음으로 대규모 강철 생산이 진행되었으며 1880년대에는 리에주 요새가 건립되었다.
제1차 세계 대전이 진행 중이던 1914년 8월 5일부터 8월 16일까지는 독일 군대의 기습적인 공격을 받았지만 12일 동안 지속된 벨기에 군대의 저항에 부딛히고 만다. 벨기에 군대의 저항은 독일 군대가 궁극적으로 프랑스 침공에 실패하는 원인이 되었다. 리에주는 비록 독일에 점령되기는 했지만 1914년에 프랑스 정부로부터 레지옹 도뇌르 훈장을 받게 된다.
제2차 세계 대전이 진행 중이던 1940년에는 독일 군대가 리에주를 침공했고 대대적인 폭격을 받기도 했다. 리에주에 거주하던 대부분의 유대인들은 주민들의 도움으로 살아남았는데 몇몇 유대인 아이들은 수도원에 은신하기도 했다. 1944년 9월에는 영국 군대가 리에주를 탈환했다. 리에주는 제2차 세계 대전 종전 이후에 일어난 강철 산업의 붕괴, 실업률 증가, 사회 불안에 시달리면서 위기를 맞았지만 유럽 연합의 국경 철폐 조치, 강철 가격 상승, 관리 체제 개선 등을 통해 부흥을 맞게 된다.

## 지리
리에주는 네덜란드 마스트리흐트에서 남쪽으로 약 33km, 독일 아헨에서 남서쪽으로 약 53km 정도 떨어진 곳에 위치한다. 리에주는 뫼즈강 유역과 접하며 우르트강과 뫼즈강이 합류하는 곳이기도 하다. 왈롱 지방의 경제, 문화의 중심 도시로서 과거 벨기에의 산업의 중추로 여겨졌던 실롱 앵뒤스트리엘(Sillon industriel, "산업의 고랑"이라는 뜻)의 일부를 형성한 도시이기도 하다.
리에주 도시권은 52개 지방 자치체로 구성되어 있는데 외부 통근 지역을 포함한 전체 면적은 1,879km2에 달한다. 리에주 도시권의 인구는 2008년 1월 1일 기준으로 749,110명에 달했다. 리에주는 벨기에에서 브뤼셀, 안트베르펜에 이어 3번째로 인구가 많은 도시권으로 여겨지고 있으며 안트베르펜, 헨트, 샤를루아에 이어 4번째로 인구가 많은 도시이기도 하다.

## 기후
| 리에주의 기후                                                        | 리에주의 기후 | 리에주의 기후 | 리에주의 기후 | 리에주의 기후 | 리에주의 기후 | 리에주의 기후 | 리에주의 기후 | 리에주의 기후 | 리에주의 기후 | 리에주의 기후 | 리에주의 기후 | 리에주의 기후 | 리에주의 기후 |
| 월                                                                   | 1월           | 2월           | 3월           | 4월           | 5월           | 6월           | 7월           | 8월           | 9월           | 10월          | 11월          | 12월          | 연간          |
| -------------------------------------------------------------------- | ------------- | ------------- | ------------- | ------------- | ------------- | ------------- | ------------- | ------------- | ------------- | ------------- | ------------- | ------------- | ------------- |
| 역대 최고 기온 °C (°F)                                               | 15.3 (59.5)   | 20.0 (68.0)   | 24.4 (75.9)   | 28.9 (84.0)   | 32.8 (91.0)   | 34.9 (94.8)   | 39.5 (103.1)  | 36.1 (97.0)   | 33.3 (91.9)   | 26.3 (79.3)   | 21.3 (70.3)   | 16.1 (61.0)   | 39.5 (103.1)  |
| 일평균 최고 기온 °C (°F)                                             | 6.4 (43.5)    | 7.3 (45.1)    | 11.1 (52.0)   | 15.4 (59.7)   | 19.0 (66.2)   | 22.0 (71.6)   | 24.1 (75.4)   | 23.9 (75.0)   | 20.1 (68.2)   | 15.4 (59.7)   | 10.2 (50.4)   | 6.8 (44.2)    | 15.2 (59.4)   |
| 일일 평균 기온 °C (°F)                                               | 3.7 (38.7)    | 4.2 (39.6)    | 7.1 (44.8)    | 10.4 (50.7)   | 14.2 (57.6)   | 17.3 (63.1)   | 19.3 (66.7)   | 19.0 (66.2)   | 15.6 (60.1)   | 11.7 (53.1)   | 7.4 (45.3)    | 4.4 (39.9)    | 11.2 (52.2)   |
| 일평균 최저 기온 °C (°F)                                             | 1.1 (34.0)    | 1.1 (34.0)    | 3.1 (37.6)    | 5.5 (41.9)    | 9.4 (48.9)    | 12.5 (54.5)   | 14.5 (58.1)   | 14.1 (57.4)   | 11.1 (52.0)   | 8.0 (46.4)    | 4.5 (40.1)    | 2.0 (35.6)    | 7.2 (45.0)    |
| 역대 최저 기온 °C (°F)                                               | −19.8 (−3.6)  | −18.8 (−1.8)  | −16.7 (1.9)   | −5.8 (21.6)   | −1.7 (28.9)   | 1.2 (34.2)    | 2.7 (36.9)    | 4.5 (40.1)    | 0.0 (32.0)    | −4.8 (23.4)   | −8.9 (16.0)   | −16.1 (3.0)   | −19.8 (−3.6)  |
| 평균 강수량 mm (인치)                                                | 72.2 (2.84)   | 65.9 (2.59)   | 60.1 (2.37)   | 52.7 (2.07)   | 67.7 (2.67)   | 78.6 (3.09)   | 78.9 (3.11)   | 85.2 (3.35)   | 67.5 (2.66)   | 67.4 (2.65)   | 68.3 (2.69)   | 89.1 (3.51)   | 853.7 (33.61) |
| 평균 강수일수 (≥ 1.0 mm)                                             | 13.3          | 12.2          | 11.7          | 9.5           | 10.7          | 11.0          | 10.8          | 10.7          | 9.9           | 11.1          | 12.7          | 15.3          | 138.8         |
| 평균 월간 일조시간                                                   | 61            | 79            | 130           | 181           | 203           | 208           | 214           | 204           | 159           | 116           | 67            | 49            | 1,670         |
| 출처 1: 벨기에 왕립 기상연구소 (평년값: 1991년~2020년)               |               |               |               |               |               |               |               |               |               |               |               |               |               |
| 출처 2: Temperature estreme in Liège (극값: 1949년~현재), Infoclimat |               |               |               |               |               |               |               |               |               |               |               |               |               |

## 경제
리에주는 뫼즈강 유역에 위치한 공업 도시로서 과거에는 강철 생산, 유리 제품 생산, 석탄 채굴, 무기 제조, 구리 제련이 주를 이루었다. 현재는 기계 산업(항공기 엔진, 우주선 추진체 제조), 우주 기술, 정보통신 기술, 생명공학, 물, 맥주, 초콜릿 제조와 같이 다양한 분야로 다각화되어 있다.

## 사회, 문화
리에주는 벨기에의 대표적인 교육 도시로서 24개 이상의 학교에는 42,000명에 달하는 학생들이 다니고 있다. 1817년에 설립된 리에주 시립 대학교에는 20,000명에 달하는 학생들이 다니고 있다.
리에주는 8월 15일에 성모 마리아를 기리는 민속 축제인 르 캥즈 우트(Le Quinze Août)로 유명하다. 이 축제는 종교 행렬, 벼룩시장, 춤, 콘서트, 일련의 인기 있는 놀이들로 구성되어 있으며 리에주에서 가장 큰 민속 행사 가운데 하나이다. 리에주는 벨기에에서 가장 오래되고 규모가 큰 크리스마스 시장으로 유명한 곳이다.
리에주에는 사도 파울로스(성 바오로)에게 봉헌한 성당이자 성 람베르트의 영묘가 안치된 리에주 대성당이 있다. 그 외에 독일-로마네스크 혼합 양식을 띤 성 바르텔레미 교회, 성 마르탱 교회, 성 드니 교회, 성 자크 교회를 비롯한 교회당이 들어서 있다. 리에주에 위치한 주요 박물관으로는 라 보브리(La Boverie, 미술관), 왈롱 민속박물관, 왈롱 예술·종교 예술박물관(모장 예술 작품 전문 박물관), 고고학 박물관, 그랑 퀴르티위스 박물관(Grand Curtius, 고고학 박물관) 등이 있다.
리에주에 위치한 역사적 도심 지역인 카레 구역(Carré), 오르샤토 구역(Hors-Château), 우트뫼즈 구역(Outremeuse)은 뫼즈강과 인접한 공원, 대로, 리에주 요새로 유명한 곳이다. 오르샤토 구역과 리에주 요새 사이에는 374개로 구성된 계단인 몽타뉴 드 부랑(Montagne de Bueren)이 있다. 리에주에 위치한 현대 건축물로는 론 아라드가 설계한 메디아시테 쇼핑몰(Médiacité), 산티아고 칼라트라바가 설계한 리에주-기유맹 역(Liège-Guillemins)이 있다.
리에주에는 왈롱 지방에서 규모가 큰 보행자 공간이 있다. 이 공간은 1965년 이후부터 점차적으로 증가하고 있으며 리에주 도심의 대부분을 차지하고 있다. 스탕다르 리에주는 리에주를 연고로 하는 축구 클럽이다. 리에주는 벨기에의 대표적인 사이클 대회인 리에주-바스토뉴-리에주의 기점이자 종점이기도 하다.

## 교통
리에주 서부에는 리에주 공항이 위치하고 있다. 뫼즈강에 위치한 리에주항은 유럽에서 3번째로 규모가 큰 하항으로서 벨기에 안트베르펜, 네덜란드 로테르담과는 운하로 연결되어 있다. 리에주는 서유럽 철도 교통의 중심지로서 독일 쾰른, 프랑크푸르트암마인, 프랑스 파리를 연결하는 국제 철도 노선이 운행되고 있다. 리에주는 유럽 고속도로 25호선, 40호선, 42호선, 313호를 비롯한 고속도로들이 만나는 곳이기도 하다.

## 자매 도시
- 독일 아헨
- 미국 배턴루지
- 독일 쾰른
- 룩셈부르크 에슈쉬르알제트
- 프랑스 릴
- 폴란드 크라쿠프
- 콩고 민주 공화국 루붐바시
- 네덜란드 마스트리흐트
- 프랑스 낭시
- 체코 플젠
- 포르투갈 포르투
- 네덜란드 로테르담
- 세네갈 생루이
- 헝가리 세게드
- 모로코 탕헤르
- 이탈리아 토리노
- 러시아 볼고그라드

## 사진

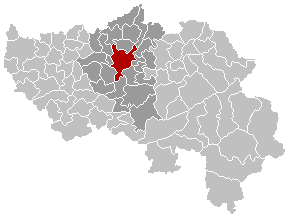
리에주주 지도에 표시된 리에주의 위치
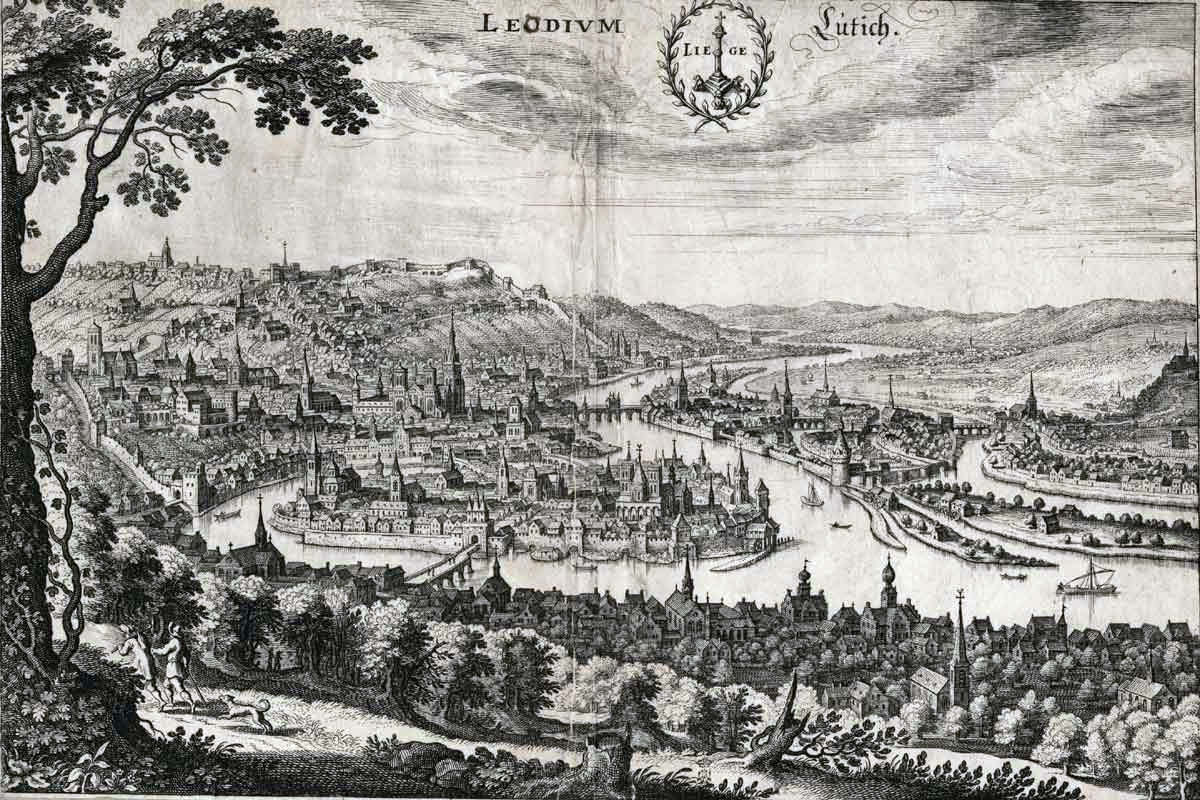
1770년 당시에 리에주에 있던 성 랑베르 대성당과 주교후 관저를 묘사한 그림
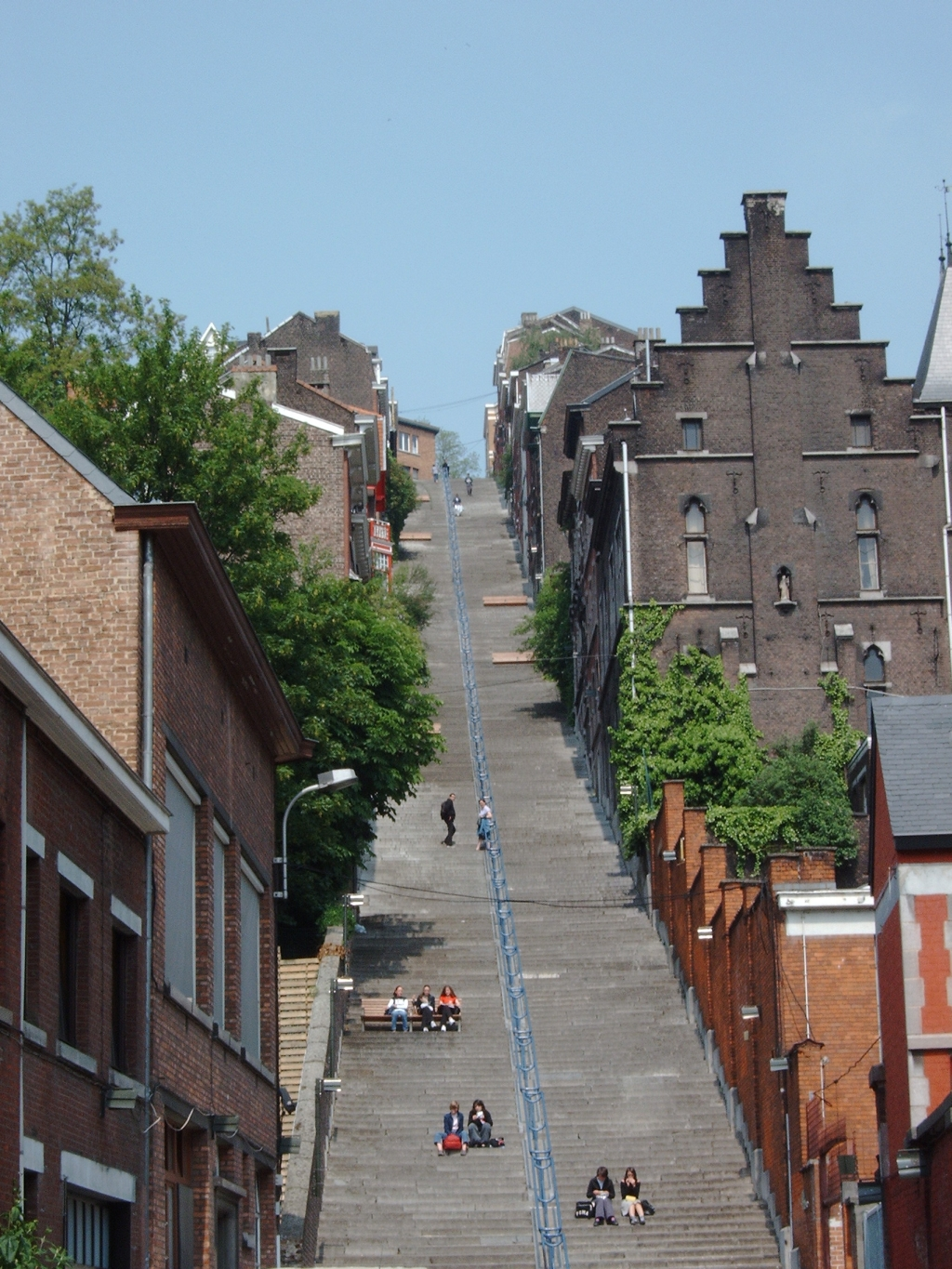
리에주에 위치한 몽타뉴 드 부랑 계단
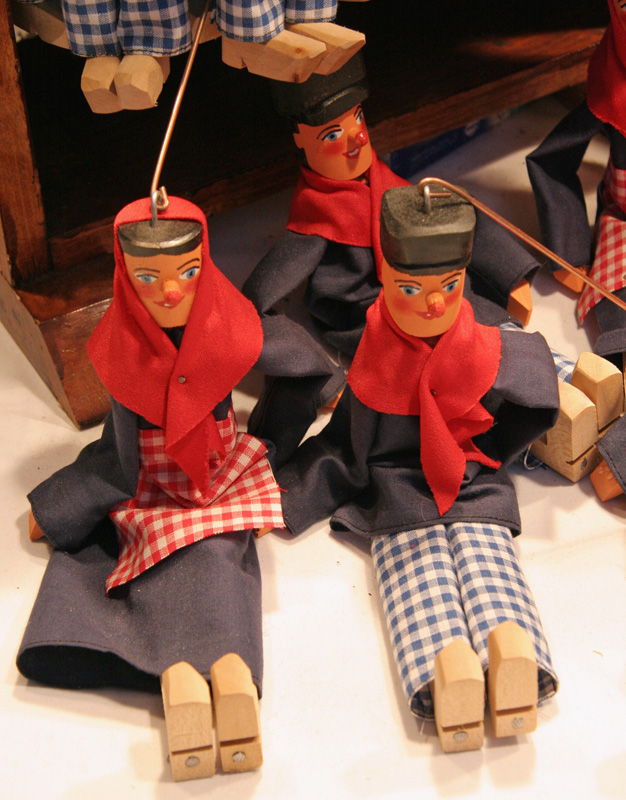
리에주의 전통적인 목각 인형
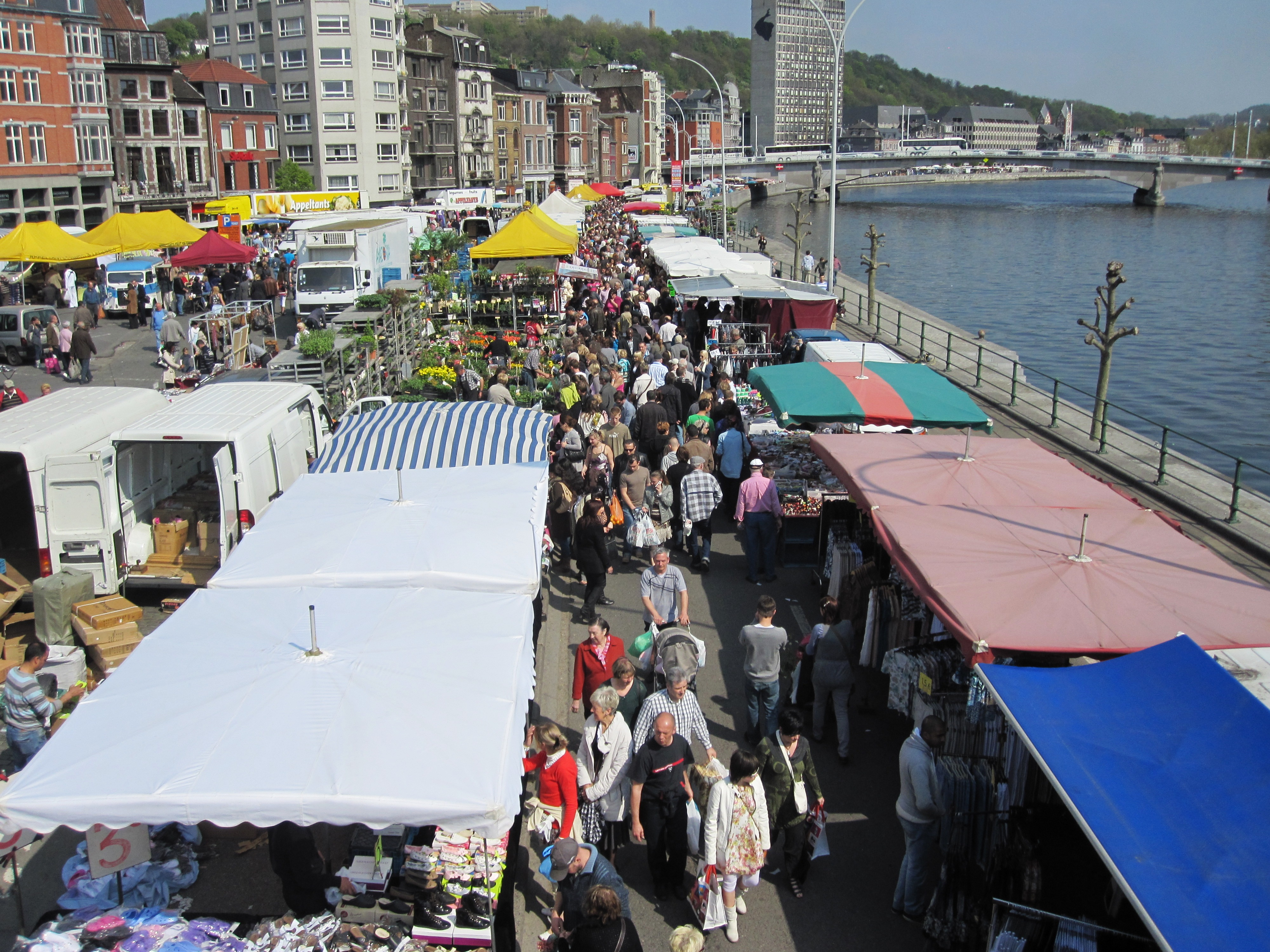
리에주의 일요일 시장
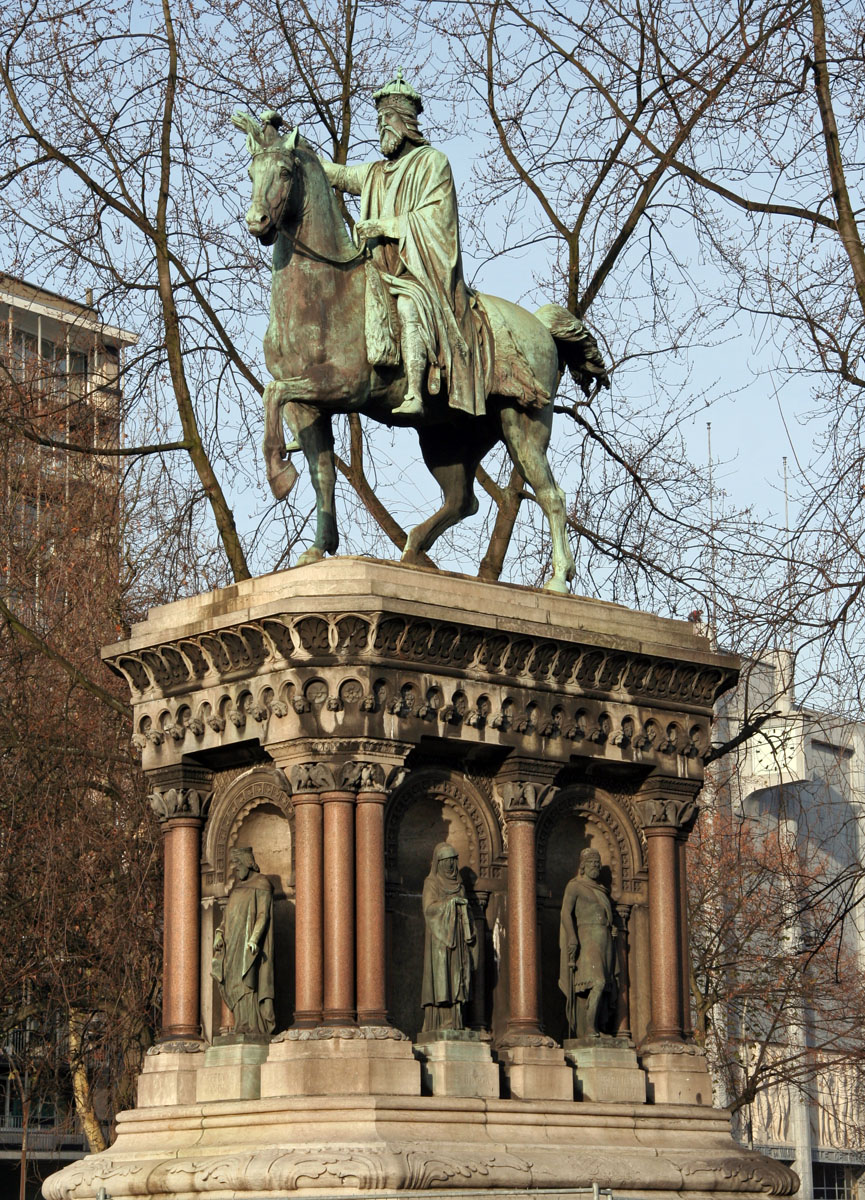
리에주에 위치한 카롤루스 대제 기마동상

## 같이 보기
- 리에주 시립 대학교
- 리에주-바스토뉴-리에주